# Хусид, Михаил Александрович
Михаил Александрович Хусид (12 февраля 1947, Веймар, Советская зона оккупации Германии — 15 сентября 2023, Детройт, США) — советский, российский, американский режиссёр, драматург, основатель театральной школы, реформатор советского театра кукол. 

## Биография
Детство и юность провел во Львове, где впервые начал заниматься режиссурой. 
Учился на театроведческом факультете, окончил режиссёрский факультет ЛГИТМиКа в 1977 году.
С начала 1970-х годов Михаил Александрович Хусид занимался драматургией, режиссурой и театральной школой.
После окончания института собрал команду единомышленников, включавших актрису театра кукол Наталью Хусид, и поехал во Львов, где в качестве режиссёра Львовского театра кукол поставил спектакль «Левша».
В 1973 году вместе с Борисом Понизовским поставил спектакль по пьесе Исидора Штока «Божественная комедия» для театра кукол во Львове.
С 1975-го  по 1980-й год – главный режиссёр Курганского театра кукол, который был преобразован им в  театр "Гулливер". По приглашению Михаила Хусида в Курган приехал и остался Борис Понизовский, вместе с которым они поставили спектакль "Петроградские воробьи".
В 1980 году был главным режиссёром Тюменского театра кукол. Вскоре был уволен после скандального показа спектакля "Пер Гюнт" на сцене Театра кукол имени С. Образцова в рамках культурной программы Московской олимпиады. 
С 1982 года – режиссёр Оренбургского театра кукол и руководитель отделения «Актер театра кукол», открытого  при Оренбургском музыкальном училище. В Оренбурге Хусидом были  поставлены спектакли «Золотой конь» Я. Райниса, «Чудо-юдо» , «Что было после спасения», «Куда ты, жеребенок», «Петр I и солдат». 
В городе Брежнев (ныне Набережные Челны) режиссёр Михаил Хусид и его друг, композитор Григорий Ауэрбах, основали театр «Человек. Предмет. Кукла» Татарской областной филармонии.
С 1987 по 1989 годы  был главным режиссёром Челябинского театра кукол. Осуществил там несколько интересных экспериментальных постановок – в частности, поставил спектакли «Что было после спасения» (по рассказам Д. Сэлинджера и Р. Яна) и «Я, Фауст…». 
С 1990 по 1997 год - главный режиссёр Санкт-Петербургского театра марионеток им. Е. Деммени. 
Ставил спектакли в театрах Владимира, Лодзи (Польша), а также в Московском камерном еврейском театре, в передвижном театре кукол при Абхазской государственной филармонии.
Автор (совместно с Г. Сапгиром) нескольких пьес для театра кукол (под псевдонимом Юрий Копасов).
С 1990 года - создатель и руководитель «Интерстудио», советско-французского курса Санкт-Петербургской академии театрального искусства.
В этот период выпускает спектакли «Волшебная Флейта» (1991), «Дон Жуан» (1993)   и «Бобо мертва. Прости мне, Вавилон...» (1996).
В 1997 году переехал в Детройт, США, где занимался религиозной и образовательной деятельностью. Написал книгу, принимал участие в создании мультипликационного фильма Purim: the Lot.
Скончался 15 сентября 2023 года в Детройте на 77 году жизни.